# Pyrinia sucronaria
Pyrinia sucronaria là một loài bướm đêm trong họ Geometridae.